# Kisdobsza
Kisdobsza är en ort i Ungern.   Den ligger i provinsen Baranya, i den sydvästra delen av landet, 190 km sydväst om huvudstaden Budapest. Kisdobsza ligger 124 meter över havet och antalet invånare är 260.
Terrängen runt Kisdobsza är platt. Runt Kisdobsza är det ganska glesbefolkat, med 22 invånare per kvadratkilometer. Närmaste större samhälle är Szigetvár, 11,8 km öster om Kisdobsza. Trakten runt Kisdobsza består till största delen av jordbruksmark.